# Mont Collon (szczyt)
Mont Collon – szczyt w Alpach Pennińskich, w masywie Mont Collon. Leży w południowej Szwajcarii w kantonie Valais, blisko granicy z Włochami. Szczyt można zdobyć ze schroniska Cabana de Vignettes (3157 m).
Pierwszego wejścia dokonali A. Cust, F. Gardiner, H. Knubel i P. Knubel 3 sierpnia 1876 r.